# مخیتار مانوکیان
مخیتار رازمیکی مانوکیان (ارمنی: Մխիթար Ռազմիկի Մանուկյան زاده ۲۰ سپتامبر ۱۹۷۳ در لنیناکان، ارمنستان شوروی، اکنون گیومری، ارمنستان) کشتی‌گیر اهل ارمنستان-قزاقستان که در رشته کشتی فرنگی فعالیت دارد.

## زندگی‌نامه
مانوکیان در زمین‌لرزه اسپیتاک ( ۷ دسامبر ۱۹۸۸)، والدین و خواهر خویش را از دست داد.
مانوکیان در رقابت‌های معتبری جهانی بسیاری شرکت نموده‌است و صاحب نشان‌هایی نیز شده‌است از جمله طلای قهرمانی جهان و طلای قهرمانی آسیا و طلای جام جهانی.
در سال ۲۰۰۵ از عرصه رقابت‌ها به عنوان کشتی‌گیر خداحافظی نمود ابتدا دستیار مربی و سپس سرمربی تیم ملی کشتی فرنگی قزاقستان شد.
وی و همسرش «آرویک» صاحب یک دختر می‌باشند.